# AEGON International 2017
Die AEGON International 2017 waren ein WTA-Tennisturnier der WTA Tour 2017 für Damen und ein ATP-Tennisturnier der ATP World Tour 2017 für Herren in Eastbourne und fanden zeitgleich vom 26. Juni bis 1. Juli 2017 statt.

## Herrenturnier
→ Qualifikation: AEGON International 2017/Herren/Qualifikation

## Damenturnier
→ Qualifikation: AEGON International Eastbourne 2017/Qualifikation